# جيم برايس (لاعب كرة قاعدة)
جيم برايس (بالإنجليزية: Jim Price)‏ هو لاعب كرة قاعدة أمريكي، ولد في 13 أكتوبر 1941 في هاريسبرج في الولايات المتحدة.

## وصلات خارجية
- جيم برايس على موقع دوري كرة القاعدة الرئيسي (الإنجليزية)
- جيم برايس على موقعبيزبول رفرنس.كوم (الدوري الرئيسي) (الإنجليزية)
- جيم برايس على موقعبيزبول رفرنس.كوم (الدوري الثانوي) (الإنجليزية)
- جيم برايس على موقع إي إس بي إن.كوم (أم.أل.بي) (الإنجليزية)
- جيم برايس على موقع مشجعي الرسوم البيانية (الإنجليزية)